# Ariernachweis

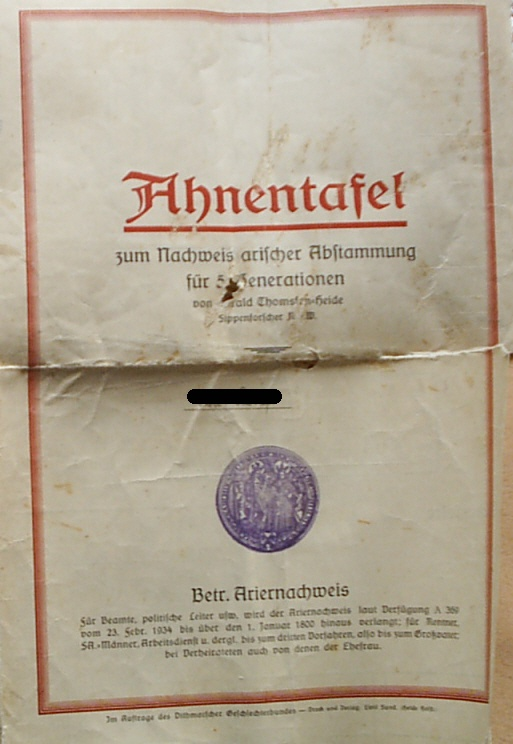
„Ahnentafel zum Nachweis arischer Abstammung für fünf Generationen“, herausgegeben im Auftrag des Dithmarscher Geschlechterbundes

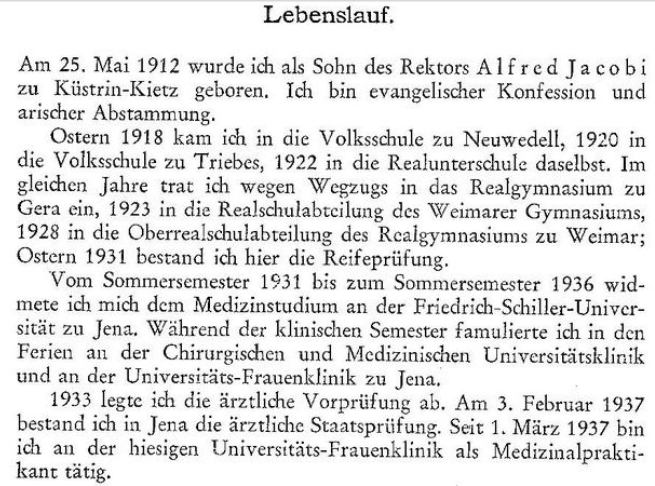
Lebenslauf in einer medizinischen Dissertation aus der Zeit des Nationalsozialismus (1937)

Der Ariernachweis war im nationalsozialistischen Deutschland von 1933 bis 1945 für bestimmte Personengruppen (insbesondere Mitglieder der SS, Beamte, öffentlicher Dienst, Ärzte, Juristen, Wissenschaftler deutscher Hochschulen, umgesiedelte und neu eingebürgerte Volksdeutsche) ein von Staats- und Regierungsbehörden geforderter Nachweis (beglaubigte Ahnentafel) einer „rein arischen Abstammung“ aus der „arischen Volksgemeinschaft“.
Mit dem Ariernachweis begann die Ausgrenzung von „Nichtariern“, vor allem Juden, „Zigeunern“, die über die Aberkennung ihrer Bürgerrechte und Ausgrenzung bis zur Vertreibung, Ghettoisierung, Deportation und staatlich organisierten Massenermordung in Konzentrationslagern (Holocaust und Porajmos) (1941–1945) führte. Dagegen galt „ein Engländer oder Schwede, ein Franzose oder Tscheche, ein Pole oder Italiener … als verwandt, also als arisch“.
Ariernachweise verlangten auch Berufsverbände, die Reichskulturkammer für alle künstlerisch Tätigen, ferner viele Unternehmen und ein Teil der Kirchen als Zugangsvoraussetzung für eine Anstellung sowie die NSDAP für die Aufnahme als Parteimitglied.

## Grundlagen
Das 25-Punkte-Programm der NSDAP von 1920 zeigte bereits, gegen wen der Rassismus der Nationalsozialisten primär gerichtet sein würde: Es verlangte die Ausweisung aller seit 1914 eingewanderten Juden und den Entzug der Bürgerrechte für alle deutschen Juden. Es nutzte die Begriffe „Arier“ und „Nichtarier“ jedoch nicht, sondern schloss Personen aus, die nicht „deutschen Blutes“ sind.
Von (Nicht-)„Ariern“ und sogar von einem „Ariernachweis“ sprach man zu diesem Zeitpunkt bereits beim Adelsprüfungsausschuss der Deutschen Adelsgenossenschaft, der damals größten Adelsvereinigung, die seit 1920 arische Abstammung als Voraussetzung für die Mitgliedschaft festschrieb.
Grundlage des Ariernachweises im reichsrechtlichen Sinne war Paragraph 3 (der sogenannte „Arierparagraph“) im „Gesetz zur Wiederherstellung des Berufsbeamtentums“ vom 7. April 1933. Es war das erste rassistisch begründete Gesetz im Deutschen Reich, und es bewies zugleich die Unmöglichkeit und Willkür einer rassischen Definition von „Jude“ oder „Nichtarier“. So bestimmte die erste Durchführungsverordnung vom 11. April 1933 entsprechend unklar:

„Als nicht arisch gilt, wer von nicht arischen, insbesondere jüdischen Eltern oder Großeltern abstammt. Es genügt, wenn ein Elternteil oder ein Großelternteil nicht arisch ist. Dies ist insbesondere dann anzunehmen, wenn ein Elternteil oder ein Großelternteil der jüdischen Religion angehört hat.“

Mangels spezifischer Rassen-Merkmale für Juden wurde die jüdische Religion als Definitionsmerkmal zu Hilfe genommen. Als arisch galt nur der, der eine Abstammung von nichtjüdischen Großeltern beweisen konnte. Von wem die Urgroßeltern abstammten und welcher Religion sie angehört hatten, ließ das Gesetz außer Betracht. Dies führte zu absurden Widersprüchen:
Hatten jüdische Urgroßeltern ihre Kinder christlich taufen lassen, dann waren deren Kinder und Enkel laut Gesetz „reinrassige Arier“, andernfalls waren sie „Nichtarier“. Trat ein Enkel christlicher Großeltern zum Judentum über, so waren seine Kinder und Enkel fortan ebenfalls „Nichtarier“, auch wenn ihre Vorfahren alle Christen waren. Auch ein Deutscher, dessen Eltern getaufte Christen waren, blieb „Nichtarier“, wenn nur einer seiner Großeltern Mitglied einer jüdischen Gemeinde war.
So bestimmte die Religionswahl im Dritten Reich über die Rassenzugehörigkeit, und das Gesetz vermehrte die Zahl der als „Juden“ definierten Personen. Für den Nachweis „arischer“ Abstammung reichte weder eine generationenlange Ansässigkeit und Zugehörigkeit zu einem der Völker vor allem Nordeuropas, die als „arische Völkergemeinschaft“ definiert wurde, noch ein den Ariern von Rassisten zugeschriebenes Aussehen, eine Charaktereigenschaft, ein Verhalten oder eine Leistung. Damit bewies das Gesetz selbst die Unmöglichkeit, „Rasse“ zur objektiven Eigenschaft zu machen und nachprüfbar festzustellen.
Seine ideologische Basis waren Rassentheorien, die Vertreter wie Arthur de Gobineau, Karl Eugen Dühring, Houston Stewart Chamberlain, Ernst Haeckel und andere seit etwa 1860 formuliert und propagiert hatten. Diese bezogen den aus der Sprachwissenschaft stammenden Arierbegriff für die Sprachfamilie der Indogermanen, den die Rassenkunde nicht kennt, auf eine angebliche nordische Rasse, um so ein Kriterium zu Diskriminierung, Ausgrenzung und Vertreibung der jüdischen Minderheit aus dem eigenen Volkstum zu gewinnen (siehe dazu Geschichte des Antisemitismus bis 1945).

## Durchführung

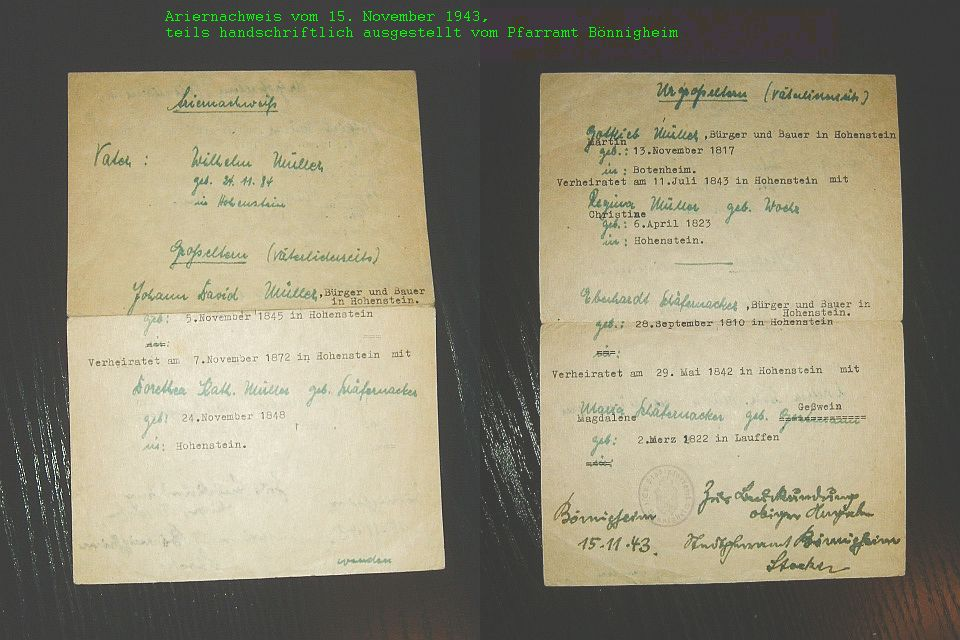
Ariernachweis (Vor- und Rückseite) von 1943

### „Kleiner Ariernachweis“

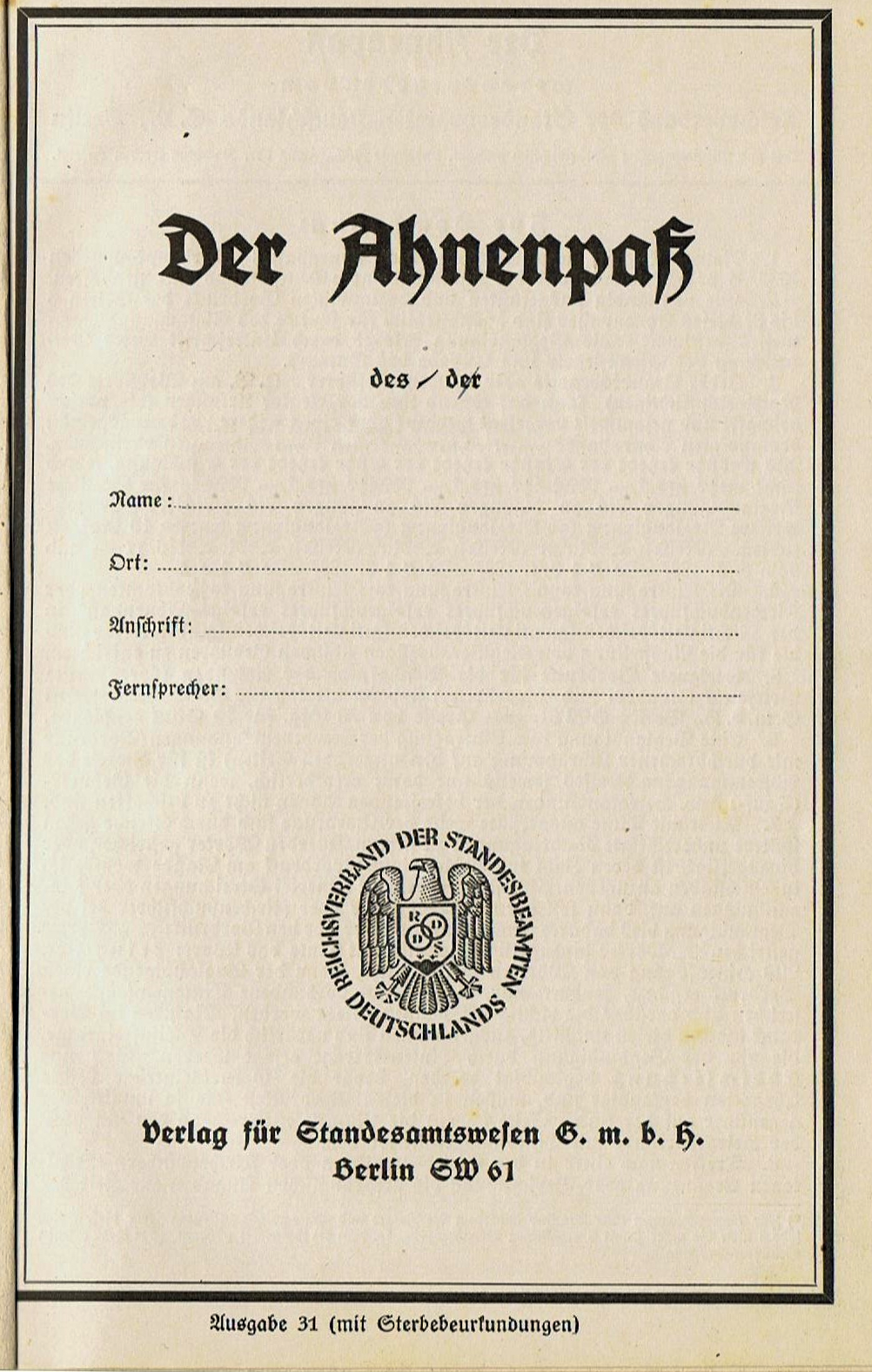
Ahnenpass: Nachweis über die Abstammung im Dritten Reich

Der Nachweis der „arischen“ Abstammung erfolgte durch die Vorlage von sieben Geburts- oder Taufurkunden (des Probanden, der Eltern und der vier Großeltern) sowie drei Heiratsurkunden (der Eltern und Großeltern). Diese mussten von Pastoren, Standesbeamten oder Archivaren offiziell beglaubigt worden sein. Ersatzweise konnten ein beglaubigter Ahnenpass oder eine beglaubigte Ahnentafel vorgelegt werden.
Bei der Überprüfung dieser Vorlagen mussten die deutschen Kirchen mitwirken, indem katholische Diözesen und evangelische Pfarrämter den Staatsbehörden ab April 1933 Auskünfte aus ihren Kirchenbüchern erteilten, die vor das 18. Jahrhundert zurückreichten. Sie gaben den Staatsbehörden auf Einzelnachfrage Auskunft; die Kirchenverwaltungen ließen dazu eigene Formulare drucken. Einzelne, vor allem den Deutschen Christen zugehörige oder nahestehende Pfarrer suchten von sich aus nach Christen jüdischer Abstammung in ihren Tauf- und Trauregistern und meldeten sie den Behörden.
Es wird geschätzt, dass der „Arierparagraph“ im Sommer 1933 etwa zwei Millionen Angehörige der öffentlichen Verwaltung, außerdem Zehntausende von Rechtsanwälten, Studenten und Angehörige aus zahlreichen Berufen der Kultur und der Wissenschaft wie Schriftleiter (Journalisten) sowie Bewerber um die Mitgliedschaft in der NSDAP, SA oder SS dazu veranlasste, nach Beweisen ihrer arischen Abstammung zu suchen. Eine umfangreiche Bürokratie entstand.
Bei ungeklärten Familienverhältnissen – etwa bei Findlingskindern oder un- und außerehelichen Geburten – und in allen Zweifelsfällen entschied die „Reichsstelle für Sippenforschung“ im Reichsministerium des Innern über den Einzelfall. Dabei lieferten ihr Universitätsinstitute oft „erb- und rassebiologische“ Gutachten.

### „Großer Ariernachweis“

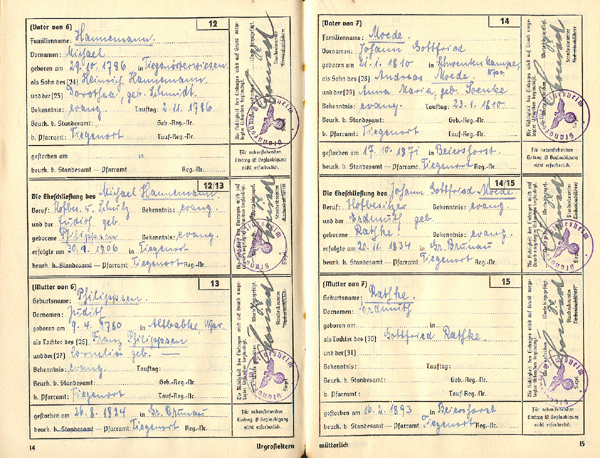
Auszug aus einem Ariernachweis des „Reichsverband der Standesbeamten Deutschlands (RDSD)“, 31. Ausgabe (mit Sterbebeurkundungen, Verlag für Standesamtswesen G.m.b.H. Berlin SW 61)

Das „Reichserbhofgesetz“ und die NSDAP verlangten den Nachweis der „rein arischen“ Abstammung – auch für den Ehepartner – bis 1800, für Bewerber für die SS (ab Führer und/oder Führeranwärter) sogar bis 1750 zurück („großer Ariernachweis“). In dieser Ahnentafel mussten alle Vorfahren des SS-Angehörigen bzw. seiner Frau oder Braut bis frühestens 1. Januar 1800 aufgelistet sein, bei Rängen ab SS-Führer aufwärts entsprechend bis 1750. Bei jeder aufgeführten Person mussten Name, Beruf, Religion und Geburts- und Sterbedatum eingetragen werden. Um die Erarbeitung der Ahnentafel musste sich der Betreffende selbst kümmern. Es wurde außerdem darum gebeten, die dafür notwendigen Geburts-, Todes- und Heiratsurkunden beizulegen und an das Rasse- und Siedlungshauptamt zu schicken.
Auch hier wirkten die Kirchen mit. So legte etwa die Evangelische Kirche in Berlin-Brandenburg eigene alphabetische Taufverzeichnisse für die Zeit von 1800 bis 1874 an – bis kurz nach der Reichsgründung, nach der staatliche Standesämter ähnliche Register führten – und führte außerdem besondere Karteien für getaufte Juden und „Zigeuner“.
Auch bei der Umsiedlung der Südtiroler und der Deutsch-Balten im Kontext der Heim-ins-Reich-Bewegung galt ein Ariernachweis als Voraussetzung. In Bozen wurde hierzu von den NS-Behörden eine eigene Sippenkanzlei eingerichtet und vom Genealogen Franz Sylvester Weber geleitet.

## Rassegrundsätze
Auszug aus einem Ariernachweis des „Reichsverband der Standesbeamten Deutschlands (RDSD)“, 31. Ausgabe (mit Sterbebeurkundungen, Verlag für Standesamtswesen G.m.b.H. Berlin SW 61):

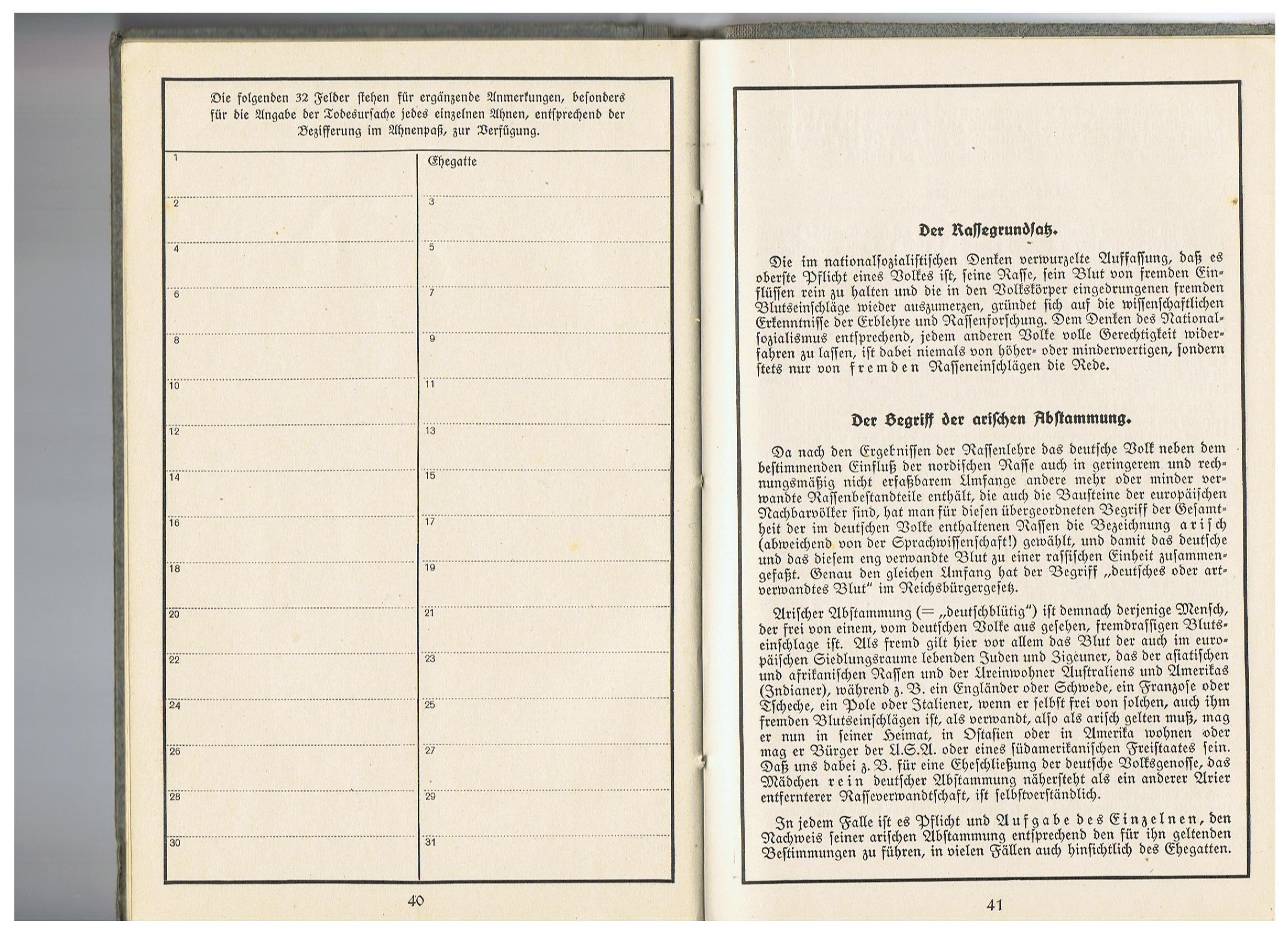
S. 41: „Der Rassegrundsatz/Der Begriff der arischen Abstammung“ („ein Engländer ... oder Tscheche, ein Pole ... als verwandt, also als arisch“)
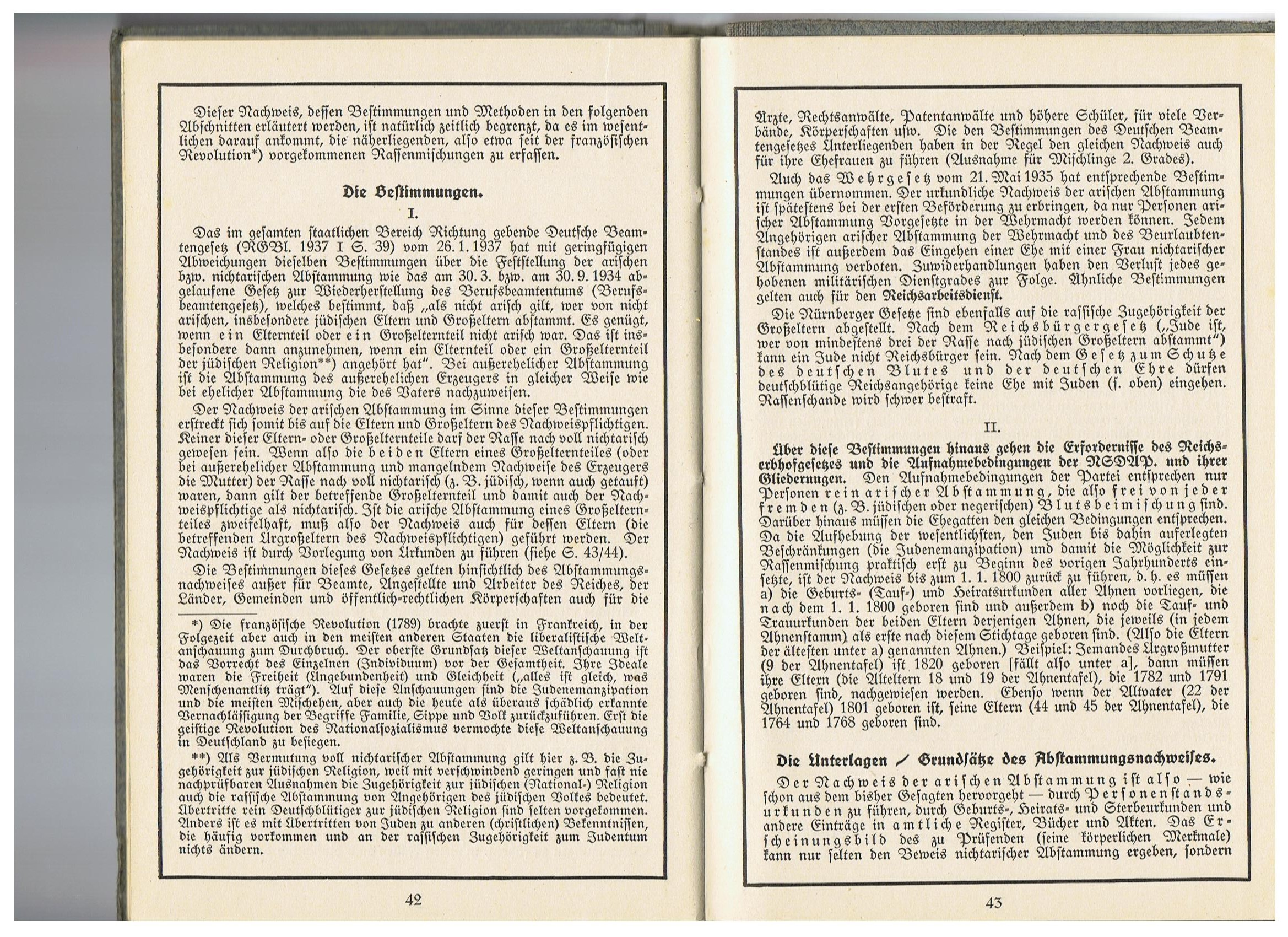
S. 42–43: „Die Bestimmungen/Die Unterlagen bzw. Grundlagen des Abstammungsnachweises“
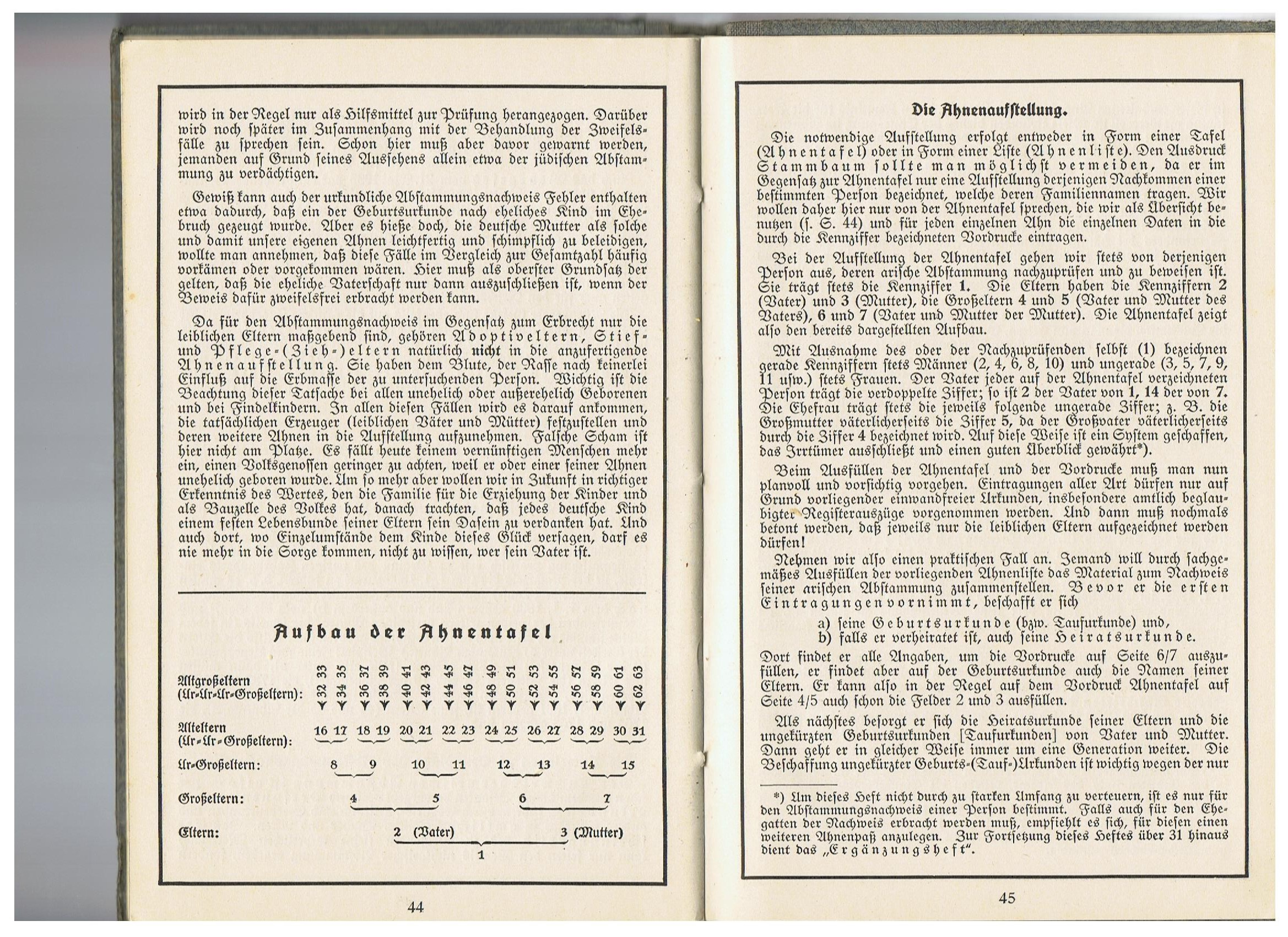
S. 44–45: „Aufbau der Ahnentafel/Die Ahnenaufstellung“
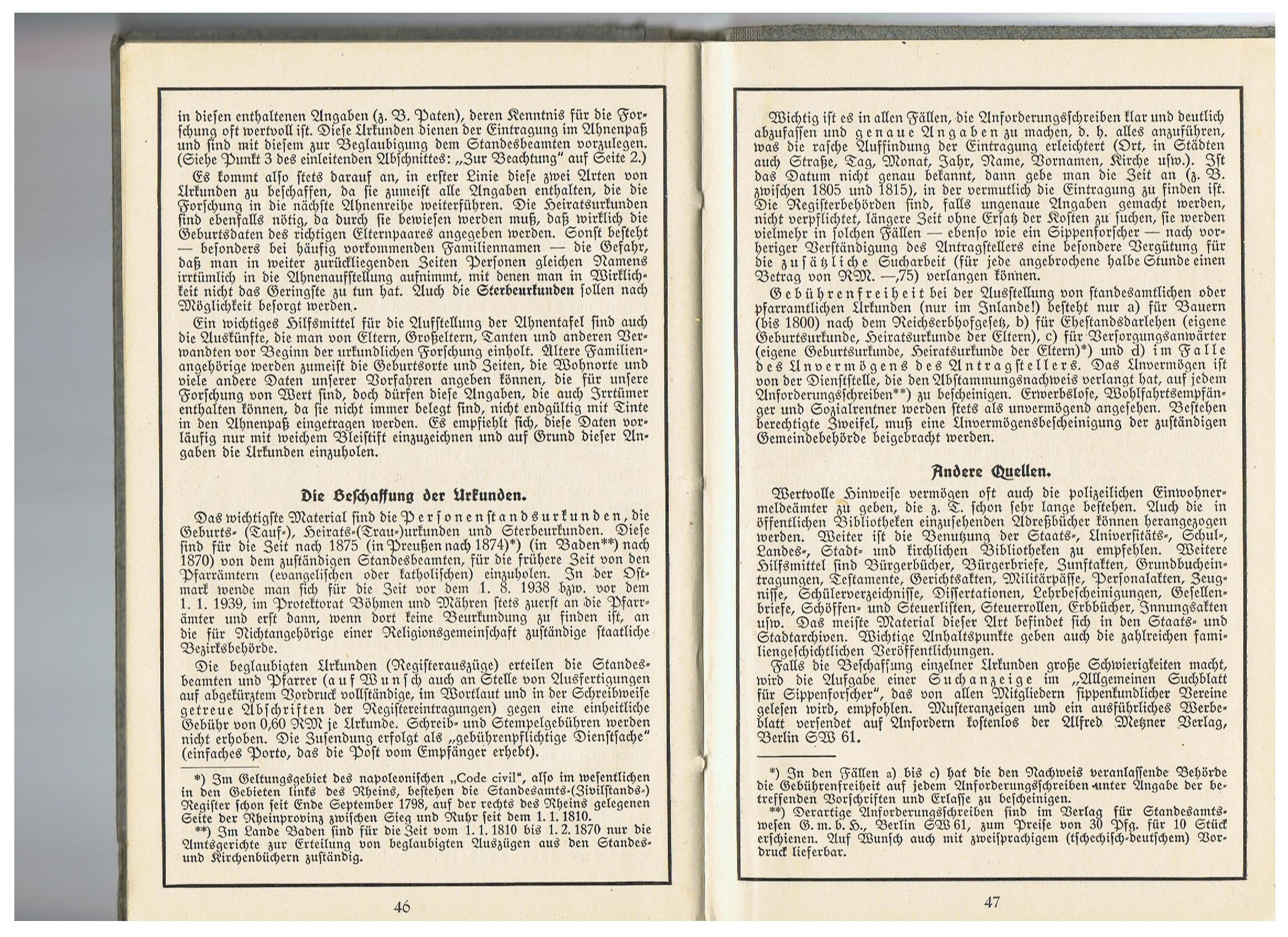
S. 46–47: „Die Beschaffung der Urkunden/Andere Urkunden“
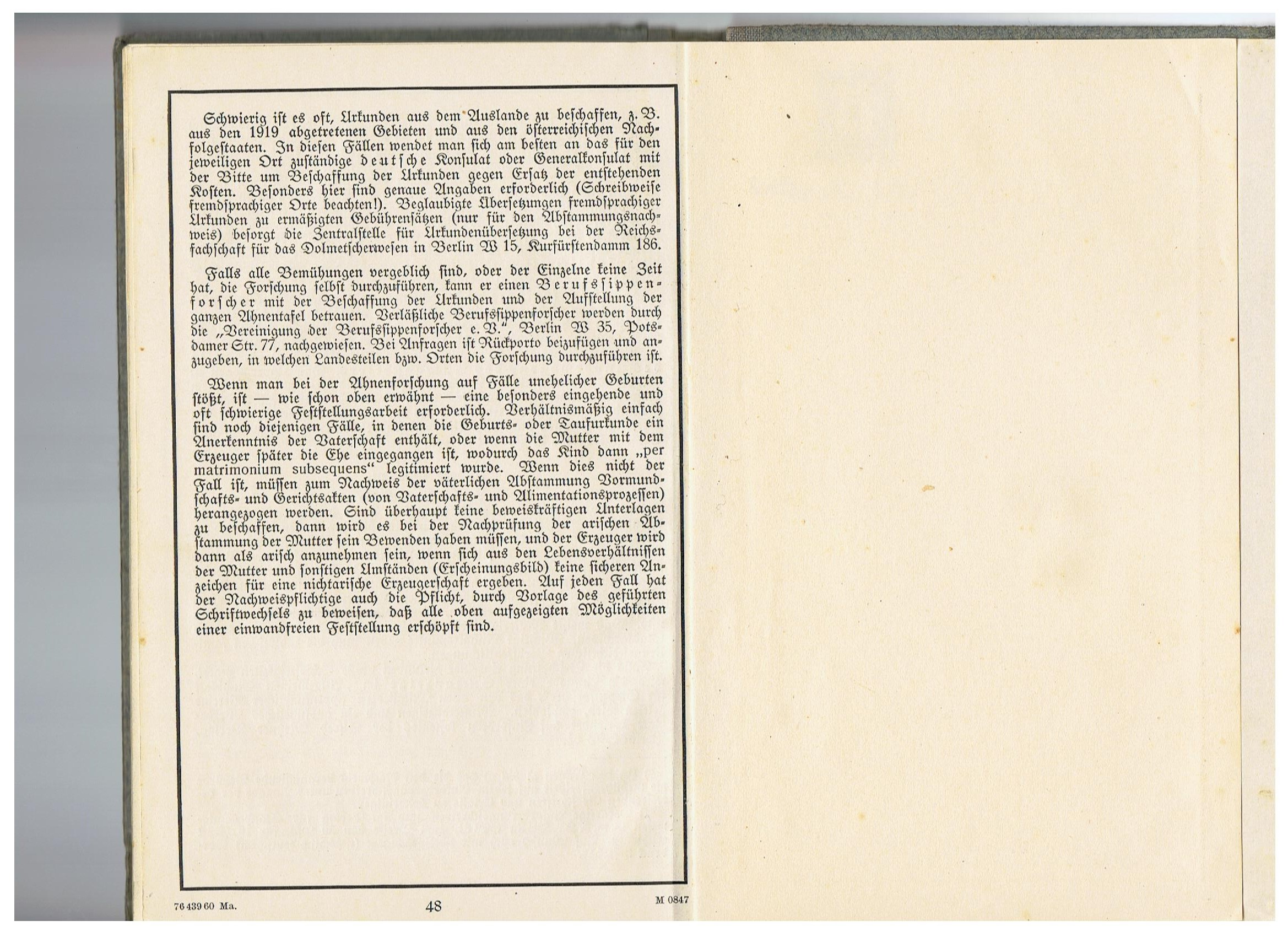
S. 48: „Andere Urkunden“

## Folgen
Der gesetzlich geforderte Abstammungsnachweis war ein sehr wirksames Instrument der nationalsozialistischen Rassenpolitik. Wer ihn nicht erbringen konnte, war damit in fast allen Bereichen der Gesellschaft stigmatisiert. Damit begann das NS-Regime, die als „Voll-“, „Halb-“ und „Vierteljuden“ oder sonstige „Fremdrassige“ definierten Bevölkerungsgruppen, ihrer in der formal weiterhin gültigen Weimarer Verfassung garantierten Bürgerrechte zu berauben. Sie wurden in den meisten Fällen aus ihrem Beruf entlassen und durften diesen nicht mehr oder nur noch eingeschränkt ausüben.
Als im September 1935 die sog. Nürnberger Rassengesetze ergingen, wurde der Ariernachweis für alle Bürger des Deutschen Reichs wichtig und alltäglich. Die Verordnungen zum Reichsbürgergesetz entzogen Juden Schritt für Schritt die Staatsbürgerrechte und machte sie zu Bürgern zweiter Klasse. Das Blutschutzgesetz verbot zudem Eheschließungen zwischen jüdischen und nichtjüdischen Deutschen.
Die nunmehr von Millionen Deutschen zu erbringenden „Ariernachweise“ führten zu einer Zunahme der Genealogie bzw. der scheinwissenschaftlichen „Sippenforschung“, die erst 1945 ihr Ende fand.
Die gesetzliche Ausgrenzung von amtlich definierten „Nichtariern“ wurde bis 1945 durch zahlreiche Folgegesetze und Verordnungen ständig verschärft und ausgedehnt. Letztlich konnte der Ariernachweis über Leben und Tod entscheiden. Ab Juni 1941 wurden die durch ihn ausgegrenzten Juden, Sinti und Roma deportiert, ghettoisiert und schließlich im Holocaust und Porajmos ermordet.

## Ariernachweis nach 1945
Der Ariernachweis führt auch nach 1945 noch zu Auseinandersetzungen.
- 2011 begann beim Dachverband deutscher Burschenschaften eine Diskussion über die Unterteilung der Mitglieder nach „deutsch“, „abendländisch-europäisch“ und „nicht-abendländisch-europäisch“, was als ähnlich zum „Ariernachweis“ kritisiert wurde.[11]
- 2017 warf Margot Käßmann der AfD vor, deren Forderung nach einer höheren Geburtenrate der „einheimischen“ Bevölkerung entspreche dem „kleinen Arierparagraphen“ der Nationalsozialisten.[12] Dies führte zu einer Auseinandersetzung mit den Publizisten Henryk M. Broder und Roland Tichy sowie der AfD.[13]

Im deutschen Bundesarchiv gibt es keine Archivierung von Ariernachweisen, da es zur Zeit ihrer aktiven Verwendung keine zentrale Erfassung gab.